# AIK Golf
AIK Golf är AIK:s golfsektion som startades 2004 efter beslut på AIK:s årsmöte den 25 oktober 2004. Initiativet till starten togs av Karsten Landin som också blev den förste ordföranden i klubben. Golfen har dock spelats sedan mitten av 1960-talet i AIK:s namn, men det var alltså först 2004 den blev en egen sektion.
2011 tog klubben sitt första SM tecken då Niklas Bruzelius vann Match SM som spelades på Österåkers GK.
2009-2011 avancerade AIK Golf genom det Nationella Seriespelet för att 2012 göra debut i Eliteserien i Golf vilket är detsamma som SM för Lag. Där bärgades ett brons.